# Đại Cồ Việt tấn công nhà Tống
Đại Cồ Việt dưới triều Tiền Lê đã có một cuộc xung đột quân sự với nhà Tống trong năm 995. Phía Đại Cồ Việt đã tổ chức hai cuộc tấn công qua biên giới vào lãnh thổ nhà Tống, một cuộc tấn công bằng thủy quân, và một cuộc tấn công trên bộ.

## Nguyên nhân
Theo sử liệu Trung Quốc, nguyên nhân các cuộc tấn công là do Bốc Văn Dũng người ở Triều Dương, đất Giao Châu (tức Đại Cồ Việt) phạm tội với triều đình Lê Đại Hành, Dũng đưa dòng họ chạy sang Tống, trốn ở trấn Như Tích. Tướng ở trấn này là Hoàng Lệnh Đức từ chối giao trả phạm nhân cho tướng Hoàng Thành Nhã của Đại Cồ Việt. Sau đó, thì vùng ven biển phía nam Đại Tống bị tấn công liên tục bởi các lực lượng cướp bóc từ ngoài biển. Phía Đại Cồ Việt từ chối chịu trách nhiệm các cuộc tấn công này.

## Diễn biến

### Cướp phá đường biển
Vào năm 995, thủy quân Đại Cồ Việt đã huy động khoảng 100 chiến thuyền sang bờ biển phía nam nước Tống, tấn công vào trấn Như Hồng thuộc Khâm Châu, cướp lương thực và bắt nhiều tù binh sau đó mau chóng rút quân.

### Tấn công trên bộ
Mùa hè năm 995, Đại Cồ Việt huy động 5.000 quân là hương binh ở châu Tô Mậu tấn công vào Ung Châu của Tống với ý định chiếm lãnh thổ. Tướng Tống là Dương Văn Kiệt đã chỉ huy quân Tống đẩy lùi quân Việt.

### Trả người
Năm 996, chuyển vận sứ của Tống là Trần Nghiêu Tẩu đến trấn Như Tích cho bắt Bốc Văn Dũng cùng gia tộc của Dũng tất cả 130 người, giao nộp cho tướng Hoàng Thành Nhã. Sau khi nhận được người, tướng Nhã lệnh chấm dứt tấn công vùng ven biển Tống.

## Đàm phán
Tháng 7 năm 996, Sứ thần Tống là Lý Nhược Chuyết, chức Quốc tín sư mang chiếu thư vua Tống sang gặp vua Lê Đại Hành, vua đã trả lời đầy thách thức rằng:
Việc cướp trấn Như Hồng là do bọn giặc biển ở cõi ngoài, hoàng đế có biết đó không phải là quân của Giao Châu không? Nếu Giao Châu có làm phản thì đầu tiên đánh vào Phiên Ngung, thứ đến đánh Mân Việt, há chỉ dừng ở trấn Như Hồng mà thôi?
Trước sự thuyết phục của sứ thần Tống, Lê Đại Hành bèn xuống nước: Cướp bể phạm biên, ấy là tội của kẻ bề tôi canh giữ vậy. Thánh quân dung tha, ơn hơn phụ mẫu, nên còn chưa tru phạt. Từ nay xin cẩn trọng giữ chức trách, bảo vệ yên bình ở nơi biển nước.
Hòa bình cả hai nước được lập lại.

### Sách
- Châu Hải Đường (2018). An Nam truyện: Ghi chép về Việt Nam trong chính sử Trung Quốc xưa. Sách Tao Đàn.
- Ngô Sĩ Liên (1993), Đại Việt sử ký toàn thư, Bản Kỷ , Hanoi: Social Science Publishing House
- Đỗ Văn Ninh (2006). Từ điển chức quan Việt Nam. NXB Thanh niên.
- Phạm Văn Sơn (1961). Việt-sử tân biên, Tập 1. Khai Trí.
- Tổng tập dư địa chí Việt Nam, Tập 1. NXB Thanh niên. 2012.